# Testudo hermanni
La tortuga mediterránea (Testudo hermanni) es una de las cinco especies de tortuga clasificadas tradicionalmente dentro el género Testudo, compartiendo género con especies próximas como la tortuga marginada (T. marginata), la tortuga egipcia (T. kleinmanni), la tortuga mora (T. graeca) o la tortuga rusa (T. horsfieldii).
Se trata de reptiles herbívoros y diurnos que generalmente pueden alcanzar edades comparables a las de los humanos, y que se distribuyen desde la península ibérica, al oeste, hasta el límite sur del mar Negro, al este. Junto a la tortuga marginada (T. marginata) es la única tortuga terrestre de distribución íntegramente europea. La destrucción de sus hábitat y su popularidad como animales de compañía han diezmado significativamente las poblaciones salvajes y han hecho indispensable su protección para asegurar el futuro de la especie a largo plazo.[cita requerida]

## Distribución de la especie
Es una especie paleártica que habita únicamente al sur de Europa. La región en que viven las tortugas mediterráneas se extiende desde España hasta Rumanía, incluyendo las grandes islas del mar Mediterráneo (Cerdeña, Córcega, Sicilia). Habitan en diferentes zonas de España, (Cataluña, Islas Baleares, Comunidad Valenciana), Francia, Italia, Bosnia-Herzegovina, Croacia, Serbia, Montenegro, Albania, Macedonia del Norte, Bulgaria, Rumanía y Grecia.

## Taxonomía

### Etimología
El epíteto específico hermanni es en honor del médico y naturalista francés Johann Hermann (1738-1800). El holotipo de esta especie pertenece a su colección.

### Subespecies

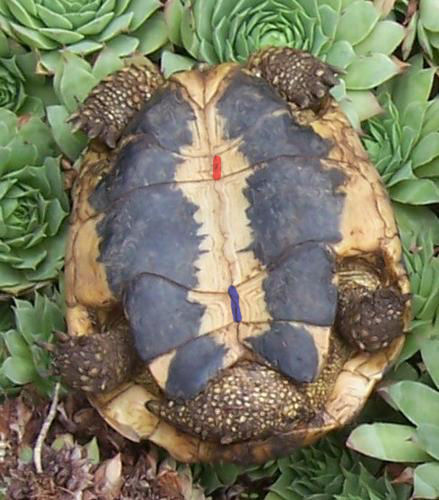
T. h. hermanni macho.

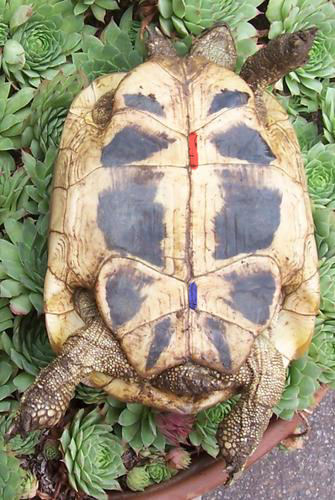
T. h. boettgeri hembra.

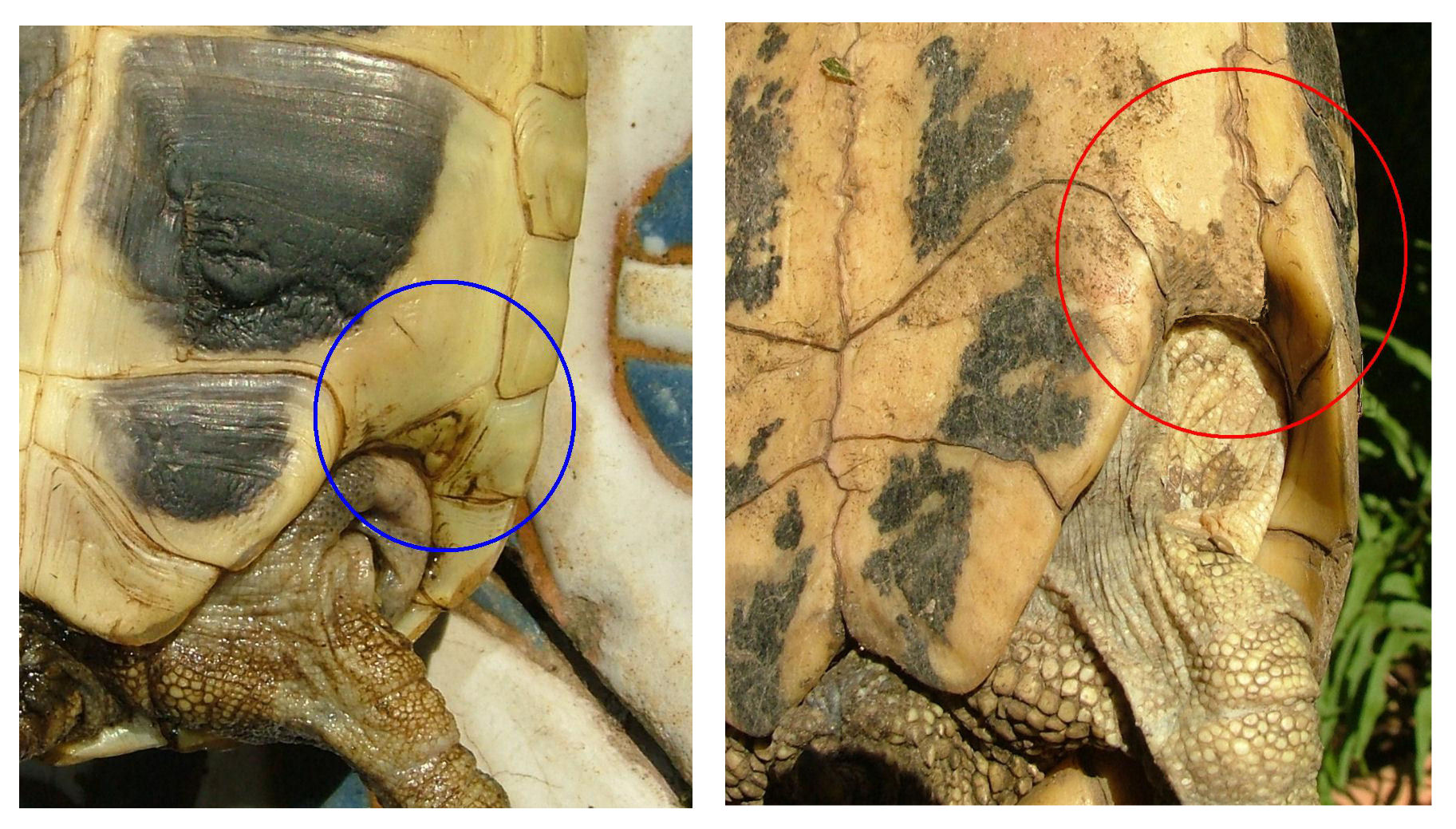
Detalle angonal: T. h. boettgeri (izquierda) T. h. hercegovinensis (derecha).

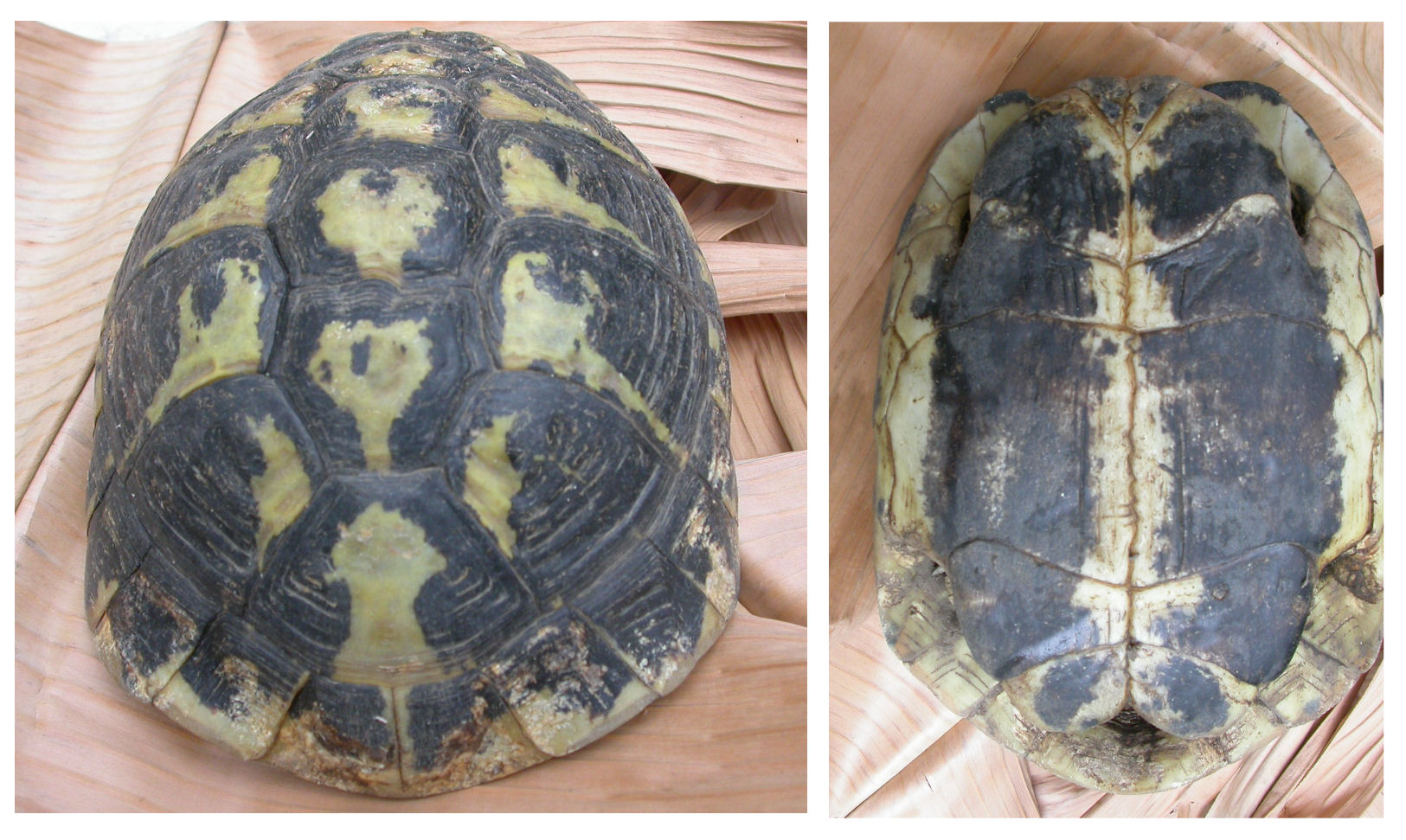
T. h. peloponessica, espaldar y plastrón.

Testudo hermanni se ha dividido tradicionalmente en dos subespecies, la occidental (T. h hermanni) y la oriental (T. h boettgeri).
T. hermanni hermanni
Para T. hermanni hermanni, la medida de los espaldares de los ejemplares adultos varía desde un mínimo de trece centímetros en los machos de Apulia hasta un máximo de veintidós centímetros en las hembras de Cerdeña. La coloración de la base del espaldar es de un amarillo anaranjado con difusas manchas negras, muy extendidas por el plastrón. La sutura pectoral (en rojo en la foto) es más pequeña que la femoral (en morado). Otras características son la pigmentación amarilla de las escamas bajo los ojos, ausente en los ejemplares adultos de T. h. boettgeri; y un dibujo característico bajo el escudo supracaudal en forma de agujero de la cerradura. Esta subespecie se encuentra en Francia, Italia y España. En España en los montes de Albera, Garraf y Montsant, en el Delta del Ebro, y también en Mallorca y en Menorca. En Francia en los montes Maures y en Córcega, y en Italia en la Toscana, en la Apulia, en Sicilia y en el norte de Cerdeña.
T. hermanni boettgeri
La medida de esta especie es superior a la de T. h. hermanni; las hembras adultas pueden llegar a los veinticinco centímetros. La coloración de la base varía del amarillo verdoso al amarillo dorado. Las manchas negras son menores en número y en extensión tanto en el espaldar como en el plastrón y en algunos ejemplares apenas son visibles. La sutura pectoral (en rojo a la foto) es más grande que la femoral (en morado). No es extraño encontrar ejemplares con las escamas supracaudales unidas. Tiene una distribución muy amplia que va desde la región de Istria a Rumanía, con presencia al norte de Italia y con las mayores poblaciones en Croacia, Albania, Grecia y Bulgaria. También está presente con poblaciones menores en Serbia, Bosnia y Hercegovina, Montenegro, Macedonia y Rumanía.
Otras subespecies
La pertenencia de estas dos subespecies a T. hermanni todavía se discute en términos taxonómicos:
Testudo hermanni ssp. hercegovinensis (Werner, 1899).
Es muy similar a T. h. boettgeri. Se diferencia por la ausencia de las dos escamas angulares (dentro del círculo rojo en la foto), una peculiaridad vista en muchos ejemplares en Croacia, Bosnia y Herzegovina y Montenegro.
La coloración del plastrón se asemeja a la de T. h. hermanni. El peso de los machos varía entre 600 y 830 gramos, mientras que las hembras pesan entre 990 y 1.080 gramos. Los machos miden entre 12,5 y 13,5 cm, mientras que las hembras miden entre 14 y 15 cm.
Muchos ejemplares presentes de la reserva natural del Bosco della Mesola (Delta del Po) presentan características típicas de esta subespecies y recientes estudios filogenéticos confirmarían su origen dalmático.
Testudo hermanni ssp. peloponnesica
Con caracteres morfológicos que lo acercan a T. h. hermanni, de medida muy pequeña y con un espaldar y un plastrón muy oscuros, ha sido observada en la región de Esparta. Se teme que este grupo haya quedado diezmado por los devastadores incendios que arrasaron su hábitat en el Peloponeso en el verano del 2007.

### Revisión de la clasificación
Hasta hace pocos años, las dos subespecies reconocidas de la tortuga mediterránea eran clasificadas como:
Testudo hermanni ssp. robertmertensi (Wermuth, 1952), la forma occidental y Testudo hermanni ssp. hermanni (Gmelin, 1789), la forma oriental.
Por motivos de prioridad taxonómica (es decir, debido a que el Código Internacional de Nomenclatura Zoológica exige que la denominación del taxón sea el propuesto por el autor que lo describió por primera vez de forma válida y efectiva), actualmente reciben el nombre de: Testudo hermanni ssp.  hermanni (Gmelin, 1789), la forma occidental y Testudo hermanni ssp.  boettgeri (Mojsisovics, 1889), la forma oriental.
Basándose en recientes datos moleculares y morfológicas del género Testudo, algunos han propuesto renombrar la especie Testudo hermanni. Los estudios genéticos han demostrado que T. hermanni es genéticamente más próxima a Testudo horsfieldii que a Testudo graeca, y que Testudo graeca es más próxima a Testudo marginata que a T. hermanni, por esta razón se ha propuesto Agrionemys hermanni, como grupo compartido con T. horsfieldii, mientras que el otro grupo lo formarían T. graeca, T. marginata y Testudo kleinmanni. Mientras que otros sugieren el género Eurotestudo, elevando las subespecies al rango de especie, denominándolas: Eurotestudo hermanni, la forma occidental y Eurotestudo boettgeri, la forma oriental.

### Diferencias respecto deT. graeca

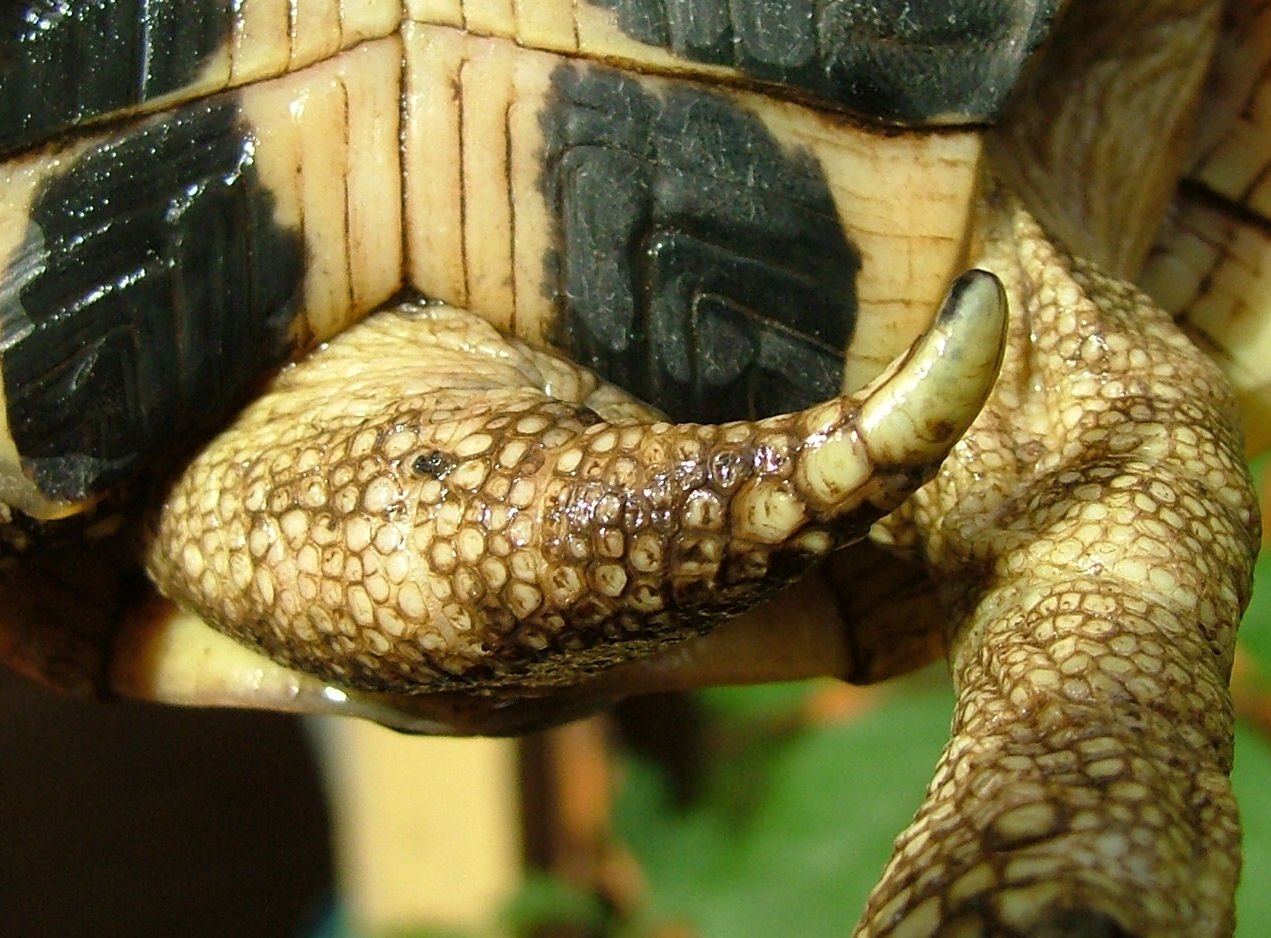
Funda córnea en el ápice de la cola de un joven macho de T. h. hermanni.

Los elementos que diferencian T. hermanni de Testudo graeca (la tortuga mora) son principalmente la presencia de una funda córnea en el ápice de la cola tanto de los machos como de las hembras, ausente en T. graeca; y la ausencia de los tubérculos córneos a los lados de los muslos, característicos de T. graeca, aunque en raras ocasiones pueden estar presentes en algunos ejemplares de T. hermanni. En general, T. hermanni presenta una división en dos partes del plastrón supracaudal, pero hay muchos ejemplares sin esta partición. Otra diferencia morfológica es que la primera placa vertebral de T. hermanni es más grande que la segunda, al contrario de T. graeca, que tiene la primera placa vertebral más pequeña que la segunda.

## Relaciones genéticas dentro la especie

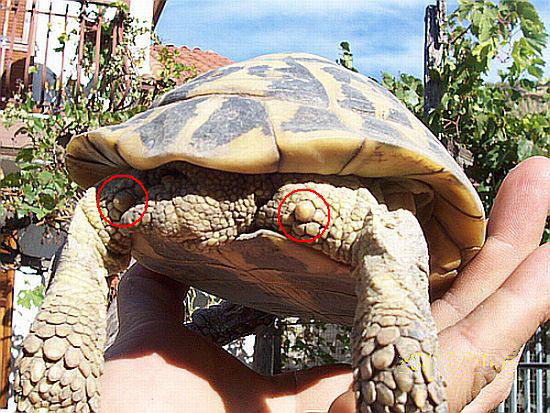
Raro ejemplar de T. h. hermanni con tubérculos córneos en los muslos.

A partir de estudios de las relaciones filogenéticas en el interior del género Testudo, en particular de la secuencia de ADN mitocondrial, ha quedado claro que las T. hermanni que viven en Italia son genéticamente homogéneas y descienden de un reducido número de ejemplares que sobrevivieron a un cuello de botella poblacional de la subespecie, probablemente sucedido durante los cambios climáticos del fin del Pleistoceno, y que probablemente se refugiaron a Sicilia. Por tanto, las T. h. hermanni francesas de la Côte Varoise se diferencian de las italianas porque descienden de ejemplares provenientes de otro refugio glacial. Los ejemplares presentes en Cataluña presentan un marcado parecido con los ejemplares sicilianos. Dentro la especie T. h. boettgeri, se han distinguido varias líneas de descendencia, que se pueden seguir hasta diferentes refugios glaciales geográficamente estrechos y aislados situados en Grecia. En este refugio, cada población ha desarrollado diferencias más importantes debido a la deriva genética.

## Fenotipos deT. h. hermanni

### Zona italiana

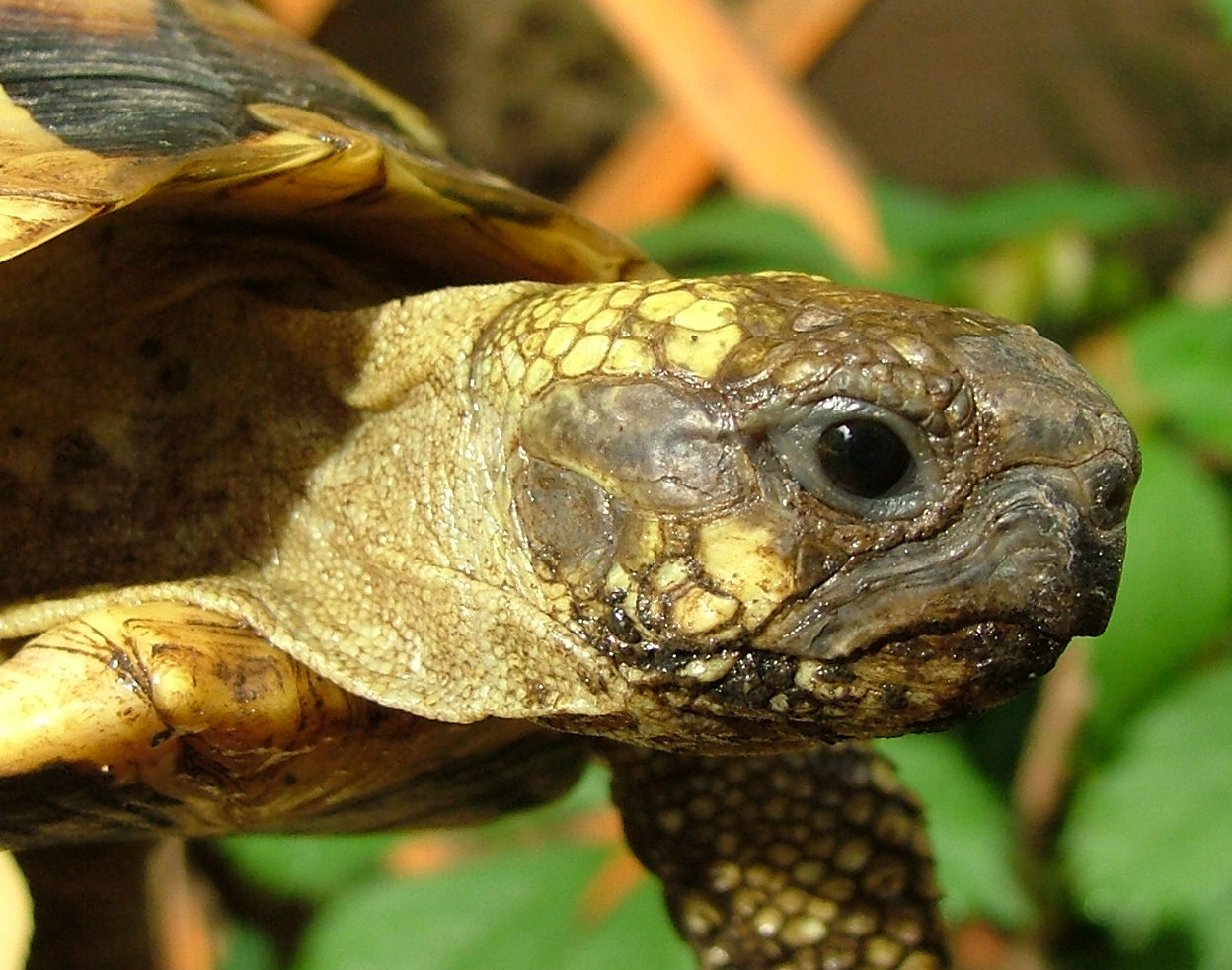
Detalle de la uca y mejillas típicas de T. h. hermanni.

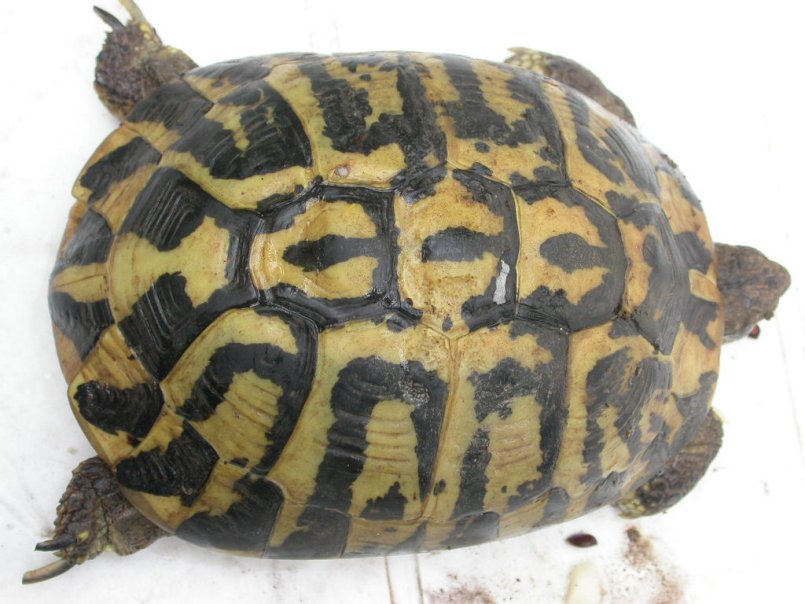
Hembra de T. h. hermanni 'Pugliese' de 115 años.

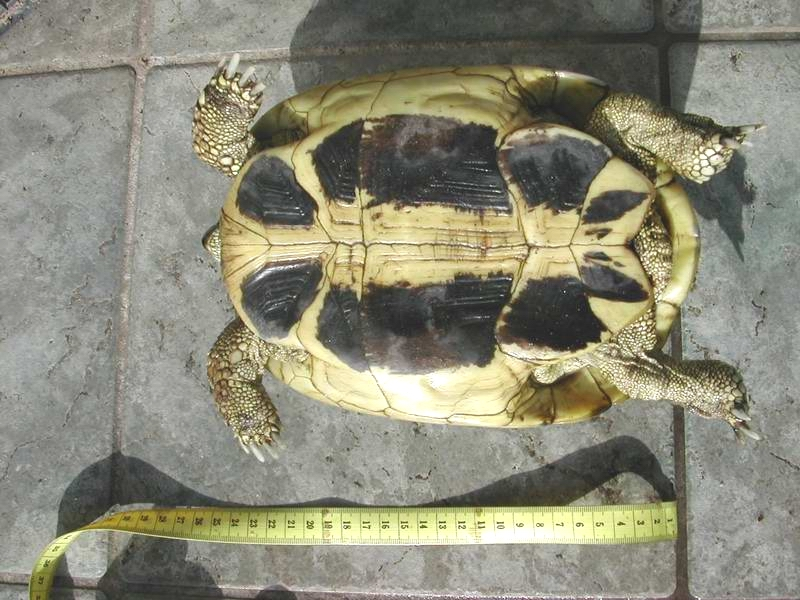
Hembra de T. h. hermanni 'Sarda'.

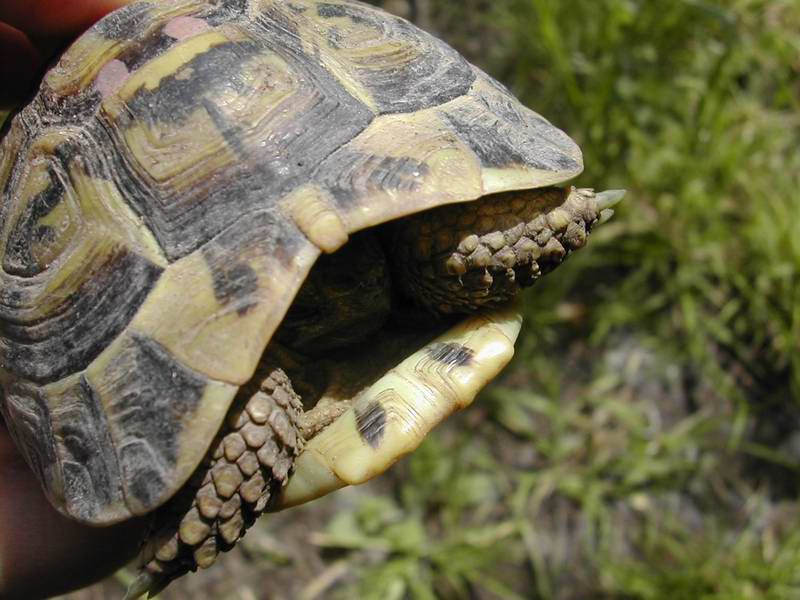
Estrías bajo la garganta en un ejemplar de T. h. hermanni 'Sarda'.

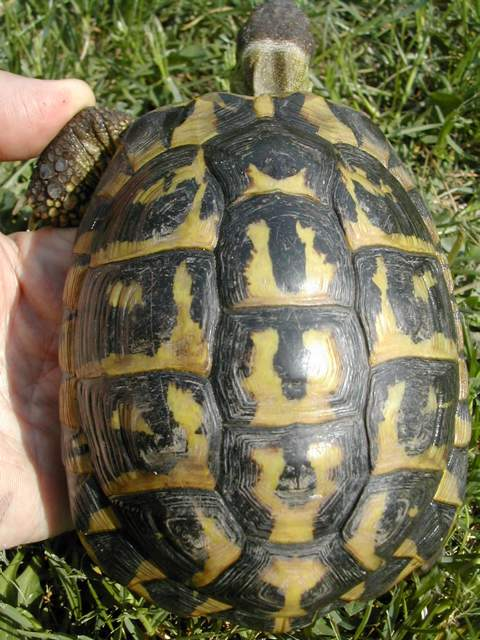
T. h. hermanni 'Varoise'.

Italia septentrionalDe medida pequeña con manchas claras en el espaldar.
Peso de aproximadamente 400 gramos, se encuentra en seiscientos metros sobre el nivel del mar.
Medida máxima: quince centímetros la hembra, trece el macho.
ToscanaCon un típico espaldar oblongo, de fondo amarillo anaranjado.
La hembra puede llegar a pesar un kilogramo.
Medida máxima: dieciséis centímetros la hembra, catorce el macho.
ApuliaColoración de las manchas medianamente oscura y una medida muy pequeña.
Peso: la hembra 750 gramos y el macho 450 g, se encuentra en seiscientos metros sobre el nivel del mar.
Medida máxima: quince centímetros la hembra, trece el macho.
SiciliaSemejante a la de Toscana pero con manchas más oscuras.
La hembra pesa entre 700 y 800 gramos. El macho pesa entre 400 y 500. Se encuentran en 1.500 metros sobre el nivel del mar.
Medida máxima: diecisiete centímetros la hembra, quince el macho.
Cerdeñade medida muy grande y piel oscura, la cabeza presenta algunas manchas amarillas. La cabeza de los machos tiene una forma más o menos trapezoidal. En la mayoría de ejemplares, las escamas de la garganta tienen un equivalente al interior en forma de dos bandas negras. La segunda escama vertebral es a menudo convexa respecto de la parte anterior.
La hembra puede sobrepasar los dos kilogramos de peso.
Medida máxima: veintidós centímetros la hembra, dieciocho el macho.
CórcegaCaracterísticas parecidas a las de la forma sarda pero de una menor medida.
En algunos casos, las escamas de la garganta tienen un equivalente al interior en forma de banda negra.
Medida máxima: diecinueve centímetros la hembra, dieciséis el macho.

### Zona francesa

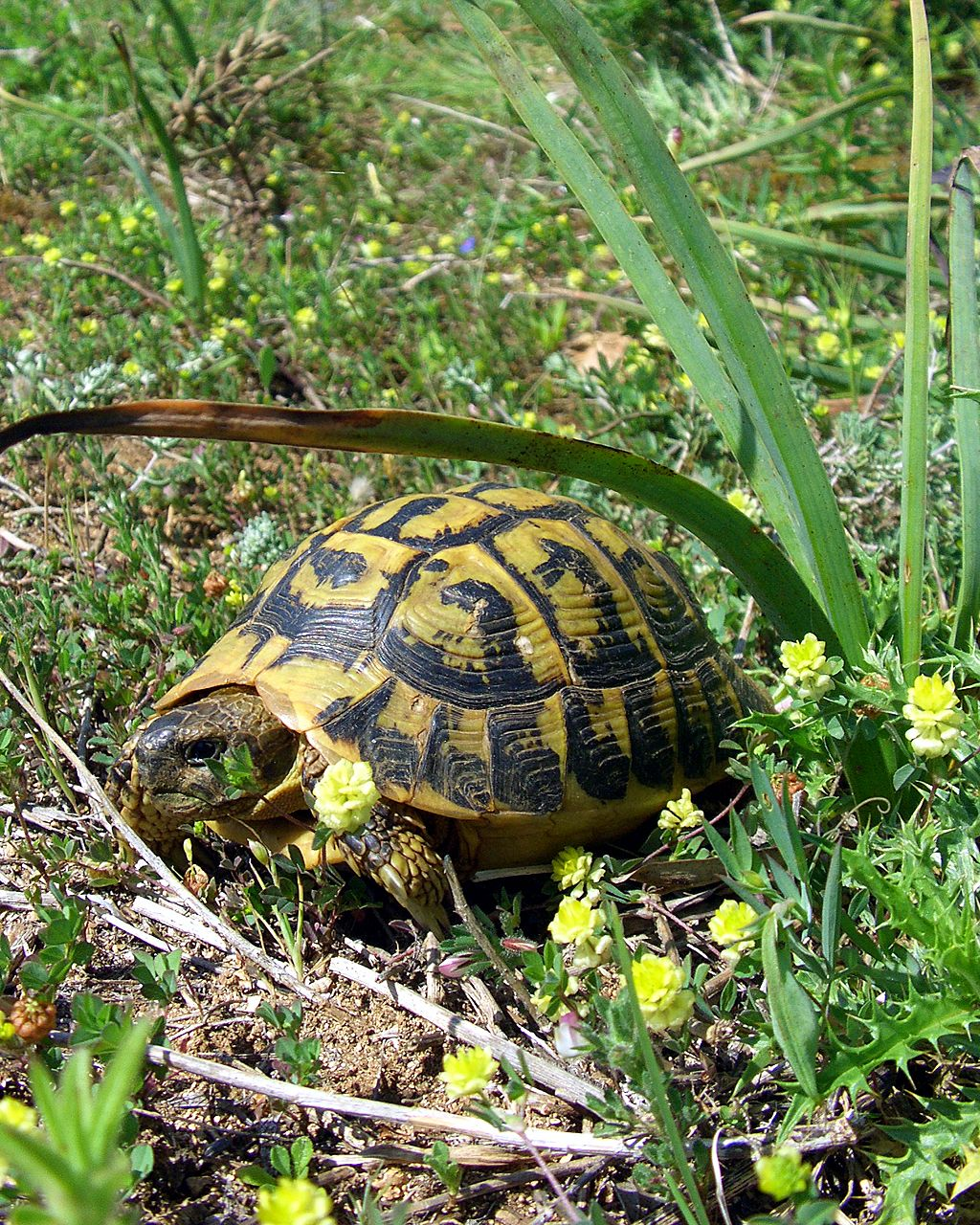
T. h. hermanni 'Majorquina'

Provenza, Côte Varoise.
La coloración del fondo del espaldar es amarillo-dorado con manchas muy oscuras.
La piel va del amarillo grisáceo del cuello al gris oscuro de la cabeza, con una mancha amarilla distal en el ojo.
La coloración de las patas es parda.
La separación entre la primera y la segunda escama vertebral es recta.
Las escamas de la garganta no tienen equivalente interior.
Medida máxima: veinte centímetros la hembra, diecisiete el macho.

### Zona española
La coloración del fondo de la espaldar es de un amarillo-dorado muy intenso, y la piel es amarilla.
MallorcaMedida máxima: quince centímetros la hembra, trece el macho.
MenorcaMedida máxima: dieciocho centímetros la hembra, catorce el macho.
CataluñaLa coloración del espaldar tiende a devenir más oscura con los años.
Medida máxima: dieciocho centímetros la hembra, dieciséis el macho.

## Dimorfismo sexual

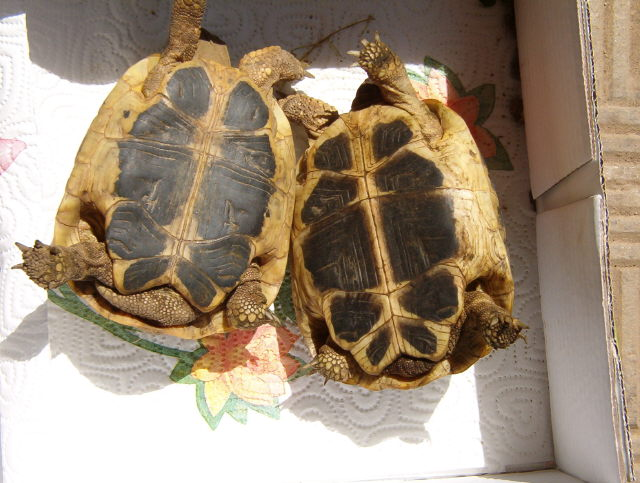
Macho (izquierda) y hembra (derecha).

La diferenciación de machos y hembras (dimorfismo sexual) se efectúa por la vía de los caracteres sexuales secundarios. Los machos, de medida más pequeña, tienen una cola larga, robusta y gruesa en su base y la funda córnea está bien desarrollada. En las hembras, la cola es pequeña y corta y la funda córnea es de dimensiones reducidas. La distancia de la apertura de la cloaca respecto de la base de la cola es más grande en los machos. Los machos adultos presentan una concavidad en el plastrón para facilitar que la hembra monte su espaldar. El plastrón de las hembras y de los ejemplares jóvenes y subadultos es plano; el ángulo que forman las escamas anales del plastrón es mucho más grande en los machos, pero en las hembras, estas escamas son más altas. La escama supracaudal del macho está curvada en su parte baja, mientras que la de las hembras queda alineada con la espaldar.

## Sentidos

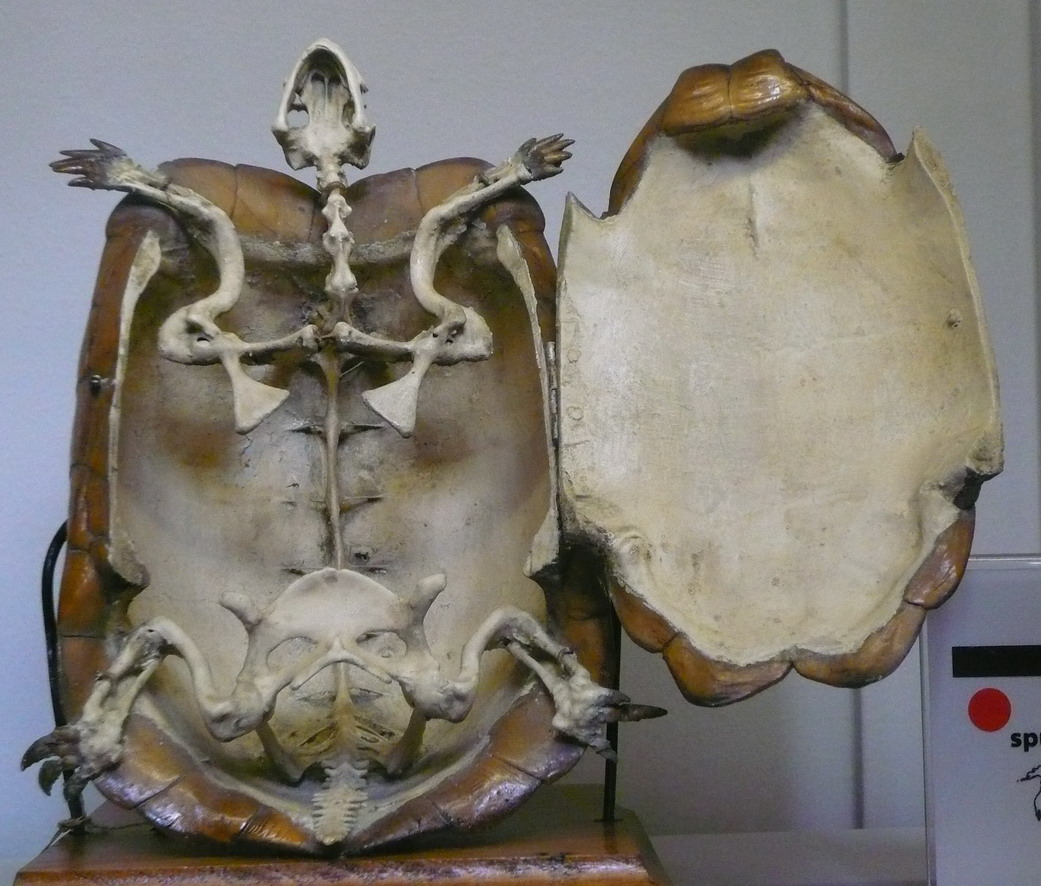
Esqueleto.

Las tortugas tienen una vista excelente: saben distinguir formas y colores e incluso pueden reconocer personas. Tienen un sentido de la orientación muy preciso; si se las mueve unos centenares de metros del territorio al cual pertenezcan vuelven en poco tiempo. Son muy sensibles a las vibraciones de la tierra aunque no tengan un oído desarrollado. En cambio, el olfato está bien desarrollado y juega un papel importante en la búsqueda de alimentos y de parejas sexuales.

## Etología

### Comportamiento
Respecto de su etología, las tortugas mediterráneas son animales ectotérmicos que se exponen al sol durante las primeras horas del día a fin de calentar su cuerpo y acelerar las funciones metabólicas. La exposición a la luz solar les permite absorber los rayos ultravioletas necesarios por la síntesis de la vitamina D. El incremento de temperatura corporal es necesario para activar las enzimas implicadas en la digestión. A temperaturas atmosféricas superiores a 27 °C, las tortugas se muestran apáticas y excavan pequeños agujeros cubiertos por vegetación baja o se esconden en pequeñas grietas con el objeto de refrescarse. Cuando vuelven a bajar las temperaturas, regresan a la actividad.

### Hibernación
En otoño, con la bajada de las temperaturas, los reptiles dejan de alimentarse durante hasta veinte días por poder vaciar completamente el intestino de restos de comida. Se van volviendo más apáticas y, en noviembre o diciembre, según la latitud, empiezan a enterrarse o refugiarse en lugares protegidos y caen en un estado de hibernación. La temperatura ideal para la hibernación es de 5 °C. Temperaturas inferiores a 2 °C provocan daños cerebrales o la muerte, mientras que si son superiores a 10 °C traen la tortuga a un estado de subhibernación, peligroso puesto que el animal consume más rápidamente las reservas de grasa que le deben durar todo el invierno. En estado natural, las tortugas se entierran a una profundidad entre la superficie del suelo y veinte centímetros.
La hibernación es una fase metabólica vital por esta especie, y lo único que la puede impedir es una enfermedad u otra circunstancia debilitante.
De hecho, la principal causa de muerte en el caso de ejemplares que han de hibernar en espacios interiores preparados por criadores aficionados es la temperatura, que es demasiado alta para permitir la hibernación pero demasiada baja para que el animal se continúe alimentando.
En una situación así, si se quiere mantener al animal activo, hará falta colocarlo dentro un terrario calentado con un punto cálido a 28 °C y un punto fresco y sombreado a 18 °C, con un sustrato de unos cinco centímetros de profundidad compuesto de un 40 de turba oligotrófica, un 40 de humus (sin fertilizantes ni pesticidas) y un 20 de tierra de río. Es esencial que haya una lámpara de rayos ultravioletas especial para reptiles, necesaria por la síntesis de vitamina D, vitamina implicada en el metabolismo del calcio.
Si, en cambio, se prefiere una hibernación controlada, hará falta poner la tortuga en un contenedor protegido de los roedores con una red metálica, lleno del mismo tipo de sustrato que se describe en el párrafo anterior. El contenedor se deberá poner en un espacio oscuro con temperaturas entre 4 y 8 °C y una humedad ambiental de aproximadamente un 70%. Las tortugas se suelen despertar en el mes de marzo, cuando las temperaturas se vuelven más cálidas.

### Apareamiento

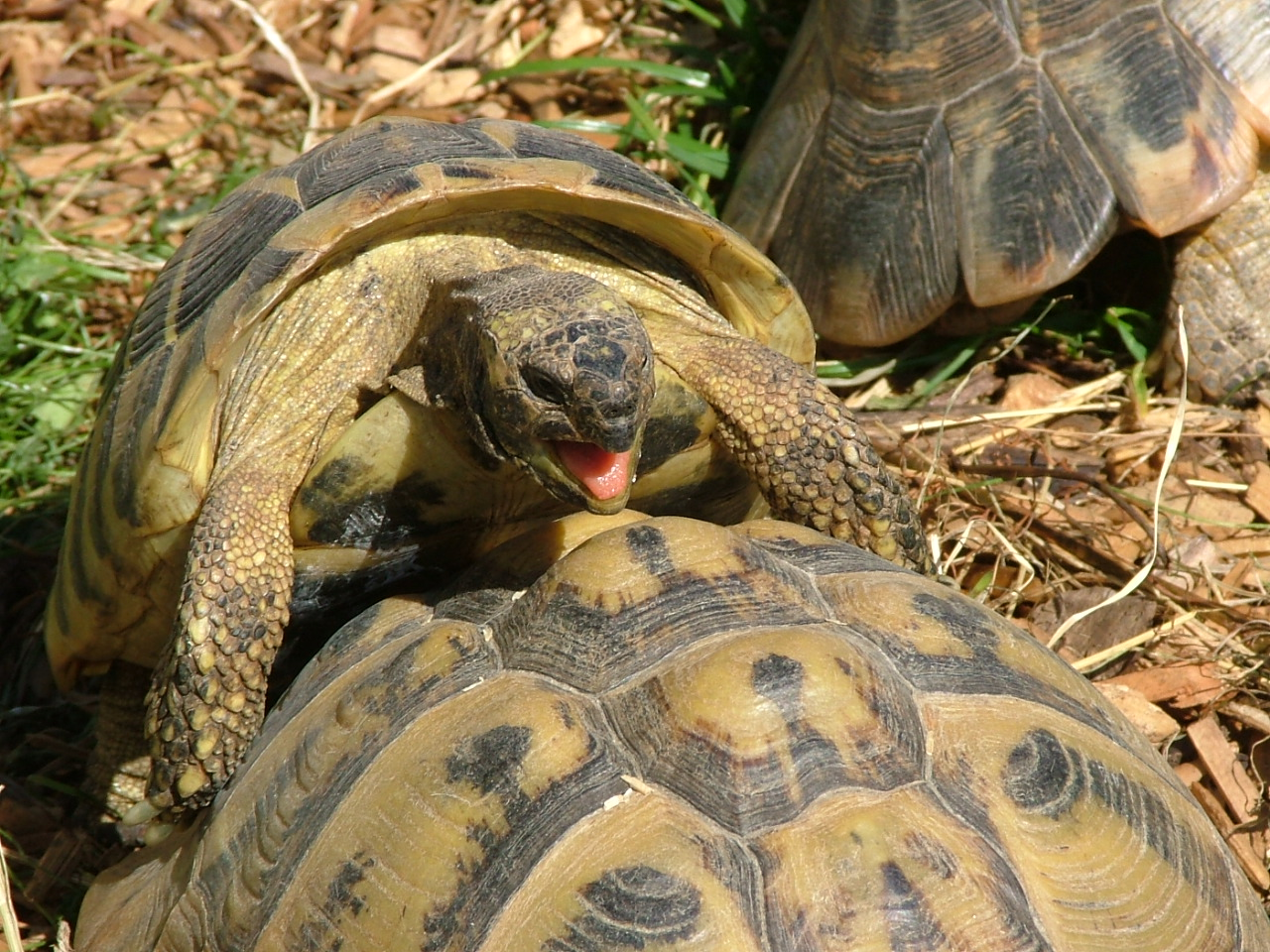
Apareamiento.

Inmediatamente tras despertarse de la hibernación, el macho empieza el cortejo con un ritual que incluye seguir la hembra y morderle o golpearle el espaldar. El macho sube a las espaldas de la hembra para copular. El macho saca el pene, contenido dentro la cola gruesa, y emite el único sonido que hacen estos reptiles, de lo contrario mudos. La hembra puede llegar a tardar cuatro años en concebir, pues puede conservar el semen en un órgano del oviducto.

### Reproducción

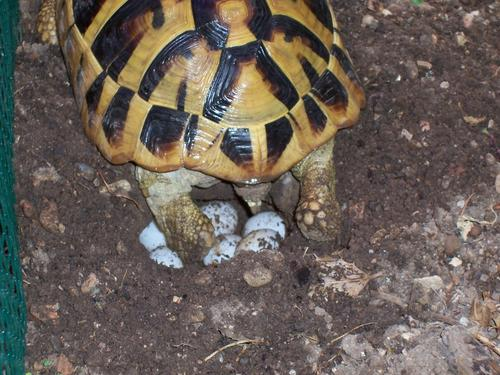
Puesta de los huevos.

Son animales de gran longevidad, y se conocen muchos ejemplares centenarios. Llegan a la madurez sexual cuando tienen aproximadamente nueve años. Las especies de Testudo son ovíparas: ponen los huevos en agujeros excavados al suelo por la hembra con el último par de patas. Las hembras de T. hermanni ponen huevos dos o tres veces al año, entre mayo y junio. El número de huevos depende de la medida del ejemplar.

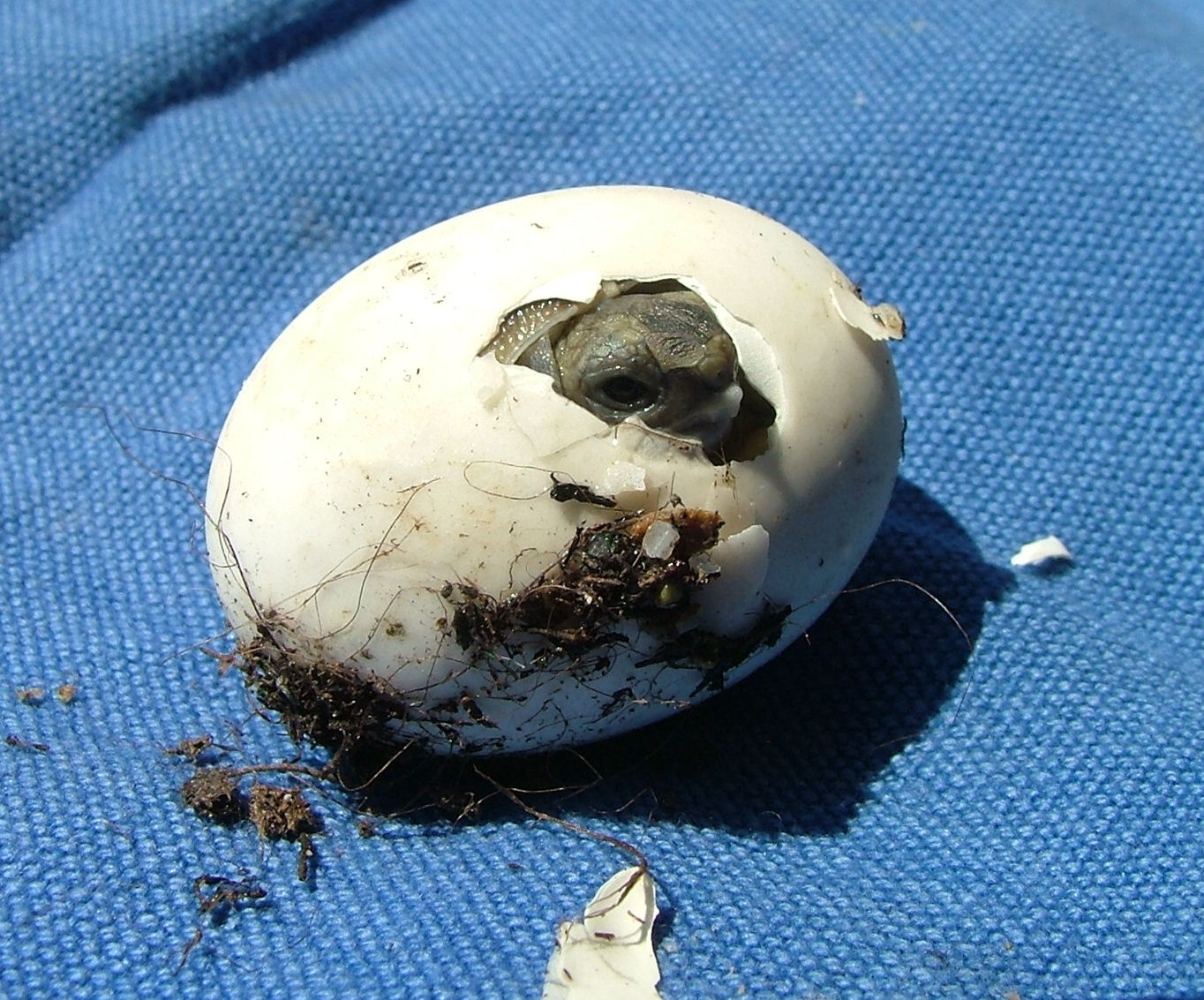
Eclosión del huevo.

El tiempo de incubación, de entre dos y tres meses, y el sexo de los recién nacidos varían en función de la temperatura ambiental. Si la temperatura de incubación es inferior a 31,5 °C predominarán los machos, y si la temperatura es superior, habrá más hembras. Temperaturas inferiores a 26 °C o superiores a 33 °C provocan malformaciones o la muerte del embrión. Llegado el día de la eclosión, a menudo apresurada por un día de lluvia, la cría de tortuga rompe el huevo mediante un tubérculo córneo situado entre las narinas externas y el maxilar superior que desaparece tras unos días. La eclosión dura cuarenta y ocho horas, un periodo durante el cual el saco vitelino es absorbido totalmente.

### Alimentación

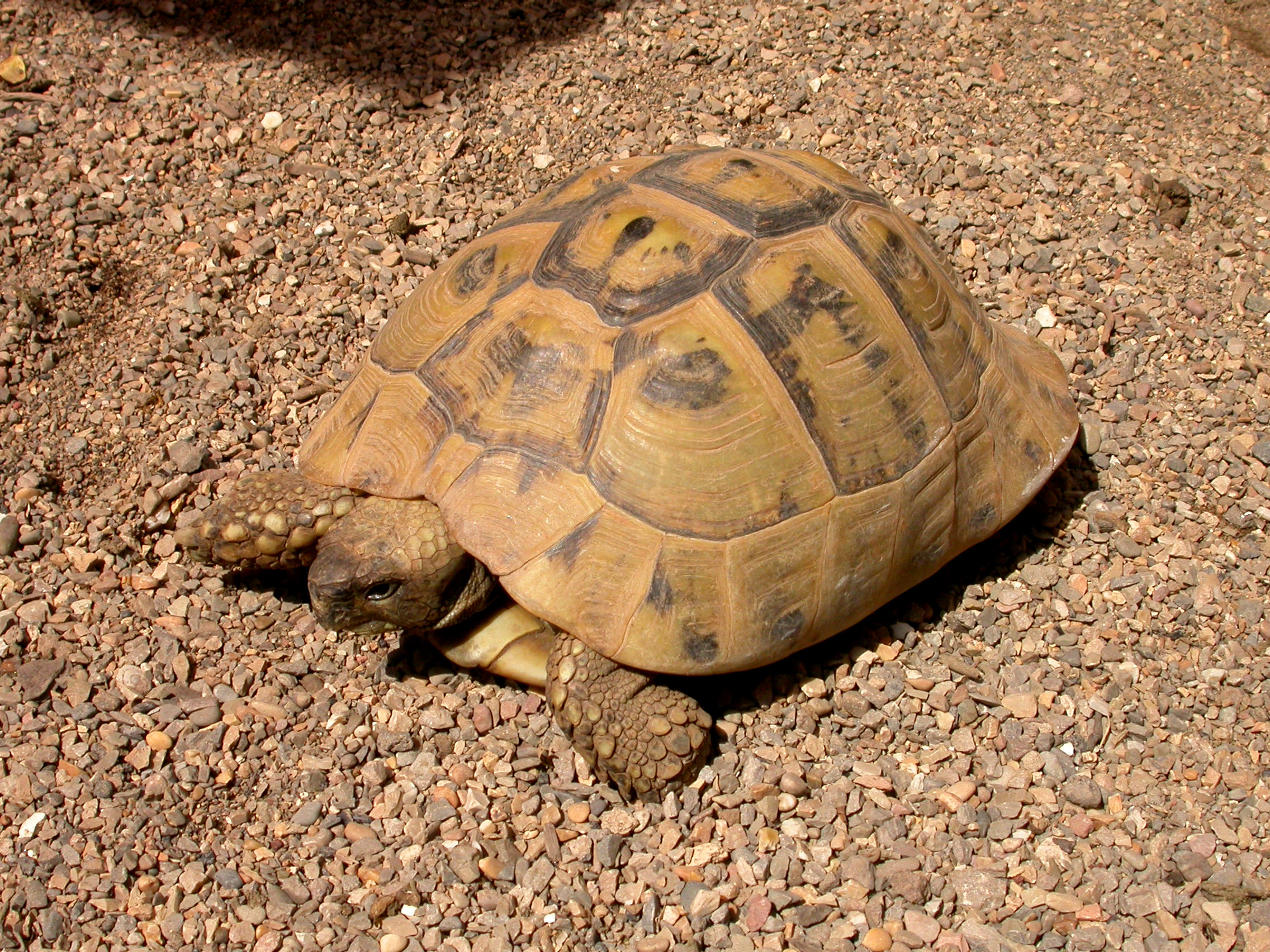
El espaldar perfecto de una T. h. boettgeri de Bulgaria, con una coloración muy clara.

Se trata de reptiles mayormente herbívoros. Los ejemplares salvajes viven en un hábitat que se caracteriza por largos periodos de sequía que los obliga a alimentarse de hierbas secas. En estos casos, complementan su dieta comiendo artrópodos o caracoles; estos últimos suponen una fuente importante de calcio, que trae el caparazón. En ocasiones también comen excrementos o pequeños trozos de carroña. Su alimentación  es principalmente vegetariana aunque la complementa con ciertos invertebrados ocasionalmente. Según estudios de CARAPAX su alimentación se basa en más de 60 especies herbáceas diferentes, se compone de una alta proporción de fibra y calcio y una baja proporción de proteína. Toleran mal la fruta ya que les produce diarrea y multiplicación de parásitos, también consumen diversas variedades de cactus y de higos chumbos.
 Los ejemplares criados en cautiverio son generalmente sobrealimentados. No se les debe dar nunca carne, leche, queso, comida para perros o gatos, huevos, pan, cítricos ni kiwis. También necesitan beber agua y tienen que tener cerca agua limpia para poder beber y bañarse. Son reptiles puramente vegetarianos. Los ejemplares salvajes viven en un hábitat caracterizado por largos períodos de sequía y se alimentan de hierba seca, en estas condiciones tienen que complementar su dieta comiendo artrópodos o excrementos. Se alimentan de flores y hierbas. Su alimentación debe estar basada en vegetales y hortalizas. Se les debe proporcionar plantas silvestres, como alfalfa, cardos, diente de león, plantago, trébol, milenrama, madreselva, romero, salvia y melisa, aunque normalmente rechazan las hierbas aromáticas. Hay muchos aficionados que también les dan higos chumbos y palas de chumbera (Opuntia sp.), a la que previamente se le deben quitar los pinchos y la piel. Se les puede ofrecer también col, espinacas, brócoli, lechuga, rúcula, siempre limpios de pesticidas. Es muy importante que la mayor parte del alimento sean plantas silvestres, pues las hortalizas contienen demasiadas proteínas. Es posible también ver que se alimentan algunas veces de animales muertos y carroña. Se recomienda que se planten las plantas silvestres anteriormente mencionadas y algunas hortalizas para que las tortugas las tengan siempre a mano y se las coman cuando más les apetezca. Se les puede dar pienso especial para tortugas terrestres mezclado con el resto de comida. Eso sí, siempre es mejor plantas y verdura fresca. 
La base de su alimentación son las plantas silvestres: alfalfa, cardos, diente de león, llantén, trébol, milenrama, madreselva, romero, salvia, melisa, la achicoria, los berros y los canónigos son vegetales aptos para alimentar a las tortugas gracias a su riqueza en calcio respecto del fósforo y por las fibras que contienen. Altas dosis de proteínas o de fósforo junto con una exigua ingestión de calcio provocan deformaciones permanentes del espaldar y daños en los órganos internos. 
Un síntoma evidente de mala alimentación es un espaldar con las escamas puntiagudas y estriadas en las suturas, un fenómeno conocido como piramidalización. En cambio, un espaldar liso y de forma ovalada indica una alimentación correcta.

## Hábitat

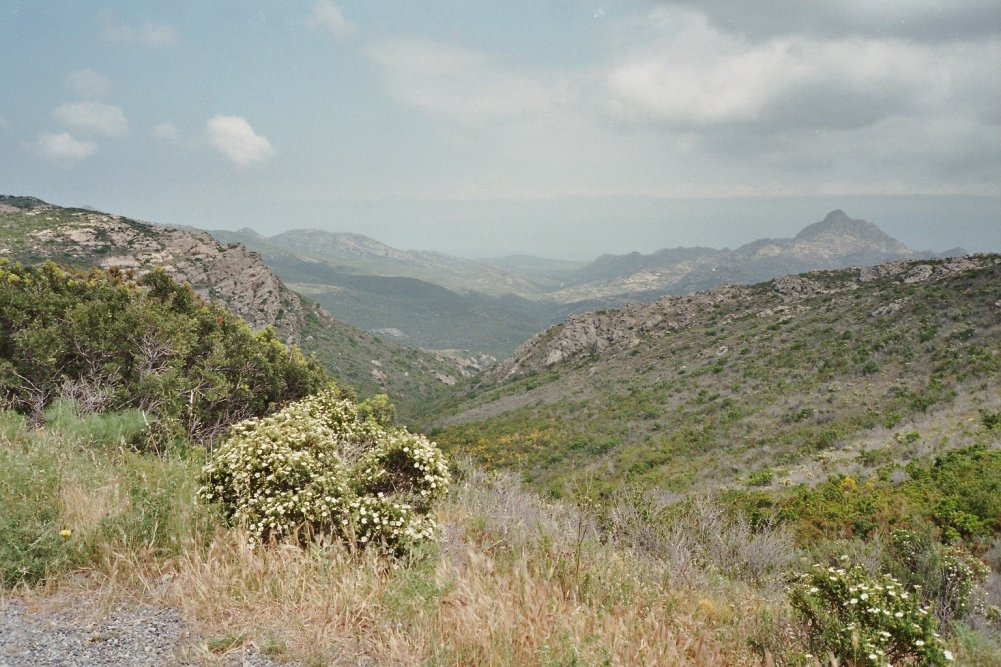
Maquia mediterránea.

Los hábitats de la T. hermanni son típicamente mediterráneos, situados dentro la zona fitoclimática del Lauretum y caracterizados por inviernos suaves con precipitaciones moderadas, y veranos secos con temperaturas elevadas. Esta especie encuentra refugio y alimento en la vegetación baja y los matorrales de las garrigas, en los arbustos de las maquias y en el sotobosque, llegando hasta altitudes templadas.

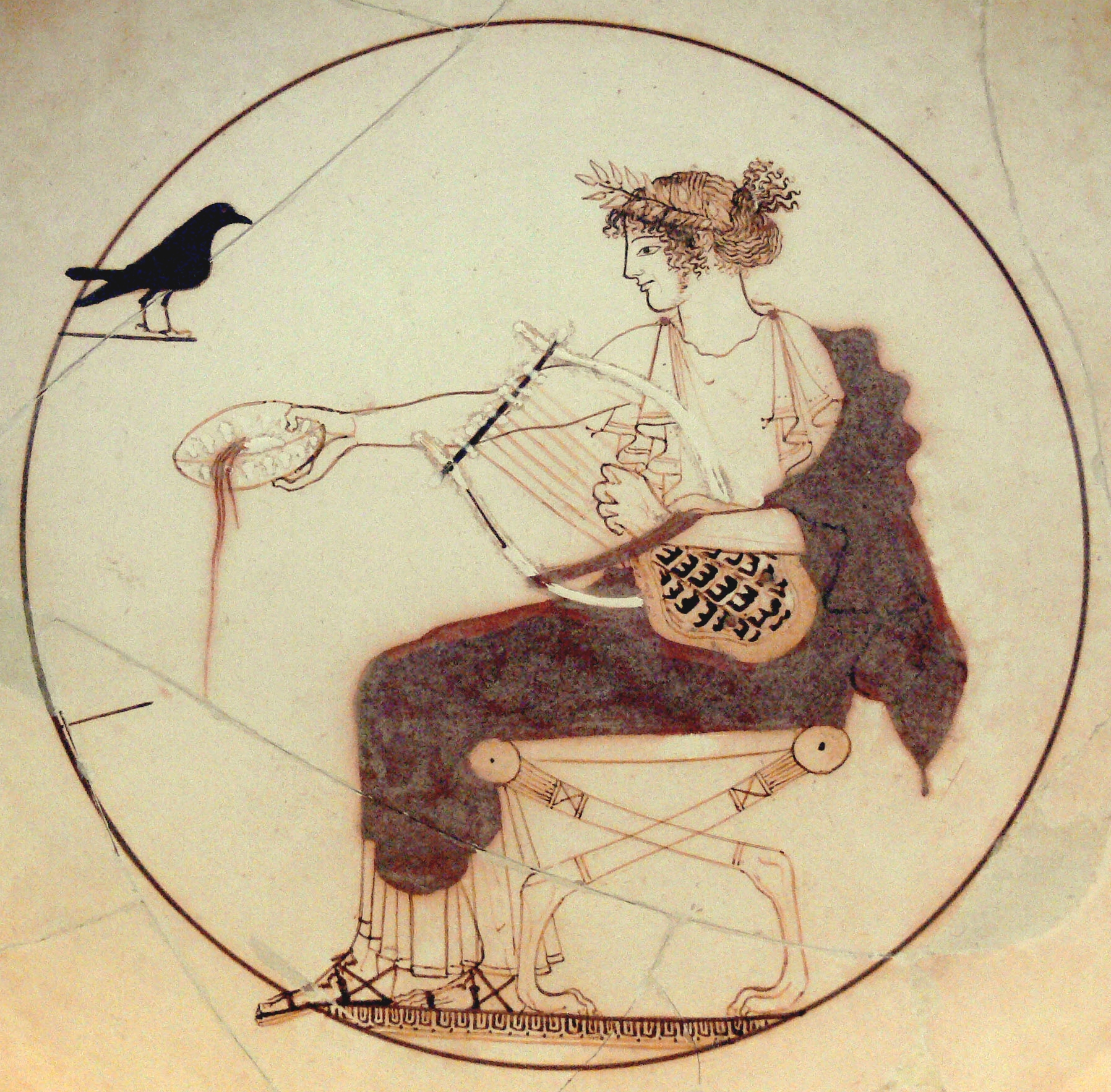
Apolo con chelys hecha en el espaldar de una T. hermanni. Pintura en cerámica griega, aprox. 460 a. C.

La tortuga mediterránea fue probablemente introducida en la península itálica por los humanos del Neolítico, y desde la antigüedad ha sido capturada y criada como alimento, fuente de materia prima o animal de compañía. Del espaldar se hacían objetos variados de uso común, preciosos complementos de obras de ebanistería o joyería, o cajas de resonancia por usos musicales. La mitología griega narra que el inventor de la lira fue Hermes. Un día, el dios encontró una tortuga dentro una cueva. La mató, con el propósito de obtener el espaldar y, poniendo siete cuerdas de tripa de oveja sobre cuernos de antílope, logró fabricar el instrumento musical. Acto seguido, Hermes la regaló a Apolo, y este a su hijo Orfeo. En las sepulturas antiguas se han encontrado muchos caparazones u objetos hechos de caparazones; de los variados hallazgos se teoriza (aunque podrían ser intrusiones posteriores) que los etruscos ponían tortugas vivas dentro las tumbas. Los hallazgos de caparazones en la casa de julio Polibio en Pompeya confirman que estos reptiles eran criados en la época romana como animales de compañía.

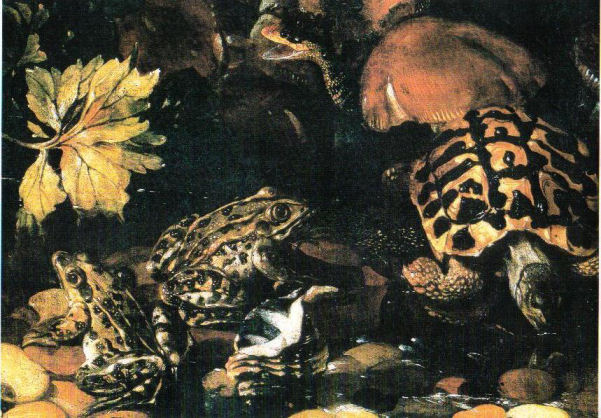
Pintura de Paolo Porpora (Nápoles 1617-Roma 1673); T. h. hermanni es un tema iconográfico recurrente en muchas de sus pinturas.

En el pasado fueron criadas por algunos órdenes monásticos porque su carne, considerada altamente nutritiva para los enfermos, era de los pocos tipos de carne el consumo de la cual estaba permitido por la iglesia católica durante el ayuno eclesiástico. Desde los inicios del arte, son incontables las representaciones de tortugas, y se puede identificar a ciencia cierta la pertenencia de algunas a la especie T. hermanni. En la literatura, es recurrente el personaje de la tortuga como símbolo de longevidad y de tranquilidad. La liebre y la tortuga, de Esopo, es un ejemplo famoso. En matemáticas se puede destacar Aquiles y la tortuga, la segunda de las paradojas formuladas por Zenón de Elea.

## Futuro de la especie
Las tortugas mediterráneas corren el riesgo de desaparecer en estado salvaje sobre todo debido a factores antropogénicos como por ejemplo: la agricultura mecanizada y el uso de pesticidas, el tránsito, los incendios, la destrucción del medio ambiente, la urbanización, la captura ilegal y la amenaza de nuevos depredadores (sobre todo por culpa de la introducción a los años ochenta de jabalíes húngaros, más voraces que los autóctonos). La captura de tortugas como alimento para humanos parece ser inexistente aunque según Vetter en algunas regiones rurales de Bulgaria todavía se consume la Testudo Hermanni como alimento.
Desde hace algunos años, si bien está legalmente prohibido capturar especies de Testudo del medio natural, hoy en día el número de ejemplares en cautiverio es muy superior al de ejemplares salvajes. Se calcula que el número de tortugas cautivas (sin propósito comercial) es de decenas de miles, lo que apunta a la necesidad de un mayor esfuerzo en educación ambiental.

## Legislación
La subespecie T. h. hermanni está incluida en la Lista Roja del IUCN de especies amenazadas de extinción, como todas las especies del género Testudo. La tortuga mediterránea está protegida por la Convención de Berna. También está incluida en la CITES y en la directiva 1332/2005 de la Comunidad Europea, de forma que queda absolutamente prohibida la captura de ejemplares salvajes y está reglamentada la cría y el comercio de ejemplares en cautiverio.
En Cataluña (España) es ilegal tener tortugas de esta especie.